# 傅小兰
傅小兰（1963年7月—），女，汉族，湖南人，中国心理学家，中国心理学会终身成就奖获得者。现任中国科学院心理研究所所长。中共十八大、十九大代表。